# INA (компанія)

ІНА-Індустрія нафти д. д. (хорв. INA-Industrija nafte, d.d.) — хорватська багатонаціональна нафтова компанія. Відіграє провідну роль у нафтовій промисловості Хорватії, займає міцну регіональну позицію в галузі розвідки та видобутку нафти й газу, нафтопереробки та збуту нафтопродуктів. «INA, d.d.» — акціонерне товариство (d.d. = dioničko društvo), де контрольним пакетом акцій володіють угорська MOL Group та уряд Хорватії, а решта акцій належить приватним та інституційним інвесторам. Акції «INA» котуються на Лондонській та Загребській фондових біржах з 1 грудня 2006 року. Кілька дочірніх підприємств, якими повністю або частково володіє «INA, d.d.», утворюють «INA Group», штаб-квартира якої в Загребі.  

## Історія

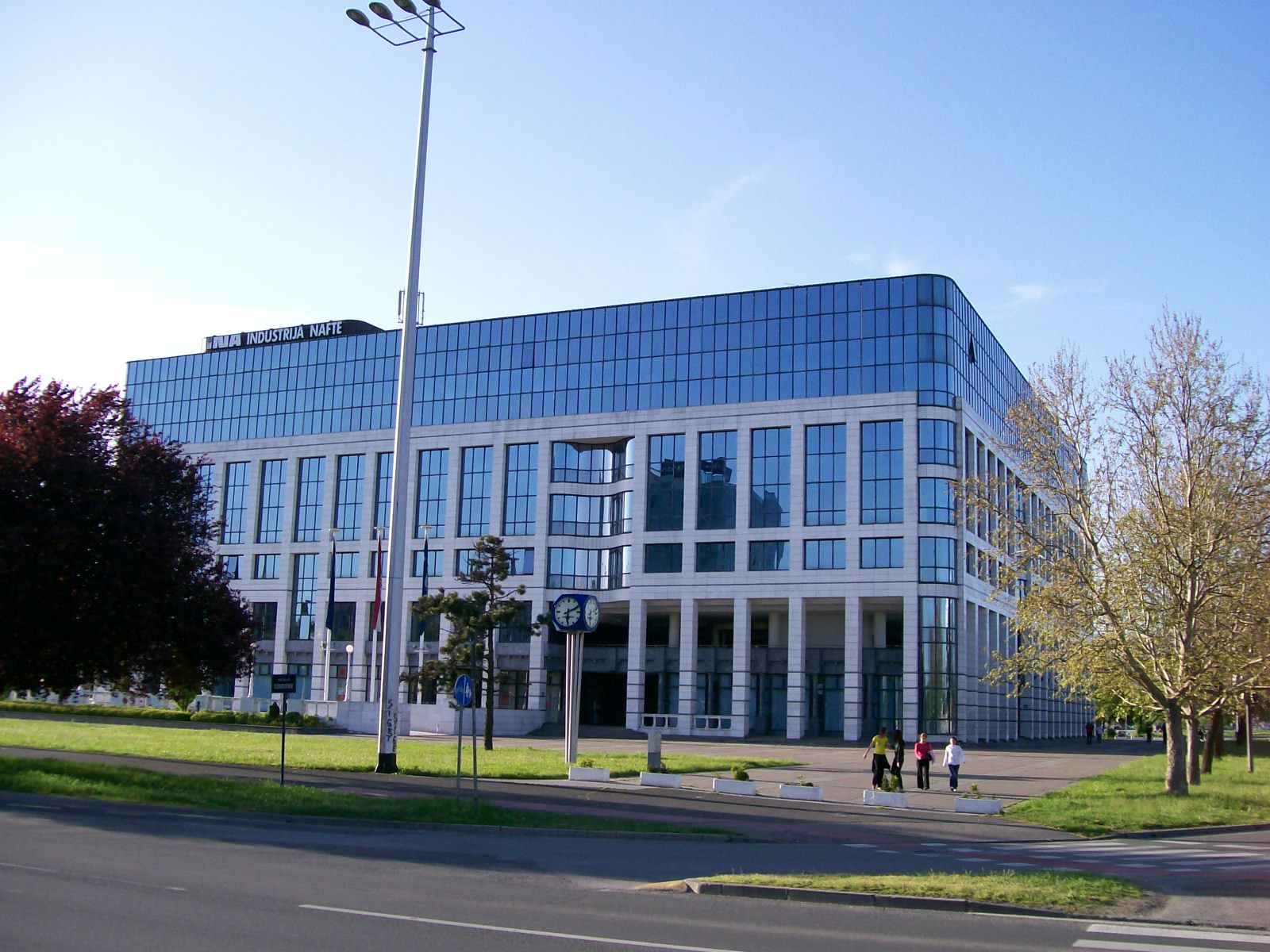
Штаб-квартира «INA» в Загребі

«INA» заснована 1 січня 1964 р. шляхом злиття компанії з розвідки й видобутку нафти й газу «Naftaplin» та нафтопереробних заводів у Рієці і Сісаку. Спочатку компанія називалася «Нафтогазовий конгломерат», але 26 листопада її назва змінилася на теперішню. 1990 року «INA» стала державним підприємством, а 1993 р. — акціонерним товариством. Перший етап приватизації, коли компанія «MOL» стала стратегічним партнером «INA», придбавши 25% плюс одну акцію, завершився 2003 р. У 2005 р. сім відсотків акцій було передано Фонду оборонців Хорватії. Після продажу 7% акцій колишнім і поточним працівникам «INA» структура власності компанії змінилася і тепер у державній власності перебуває менш ніж 50% загальної кількості акцій. З цього приводу уряд Хорватії та «MOL» підписали Перші поправки до акціонерної угоди. В рамках приватизації «INA» уряд на засіданні 27 листопада 2006 встановлює початкову ціну акції в розмірі 1690,00 кун. У жовтні 2008 р. доведено до логічного завершення пропозицію акціонерам «INA-Industrija nafte, d.d.» про її добровільне публічне поглинання компанією «MOL», яка збільшила свою власність до 47,16%. Станом на 2017, Хорватія і «MOL» судяться за «INA».

## Діяльність
Раніше «INA» займалася розвідкою і видобутком у Хорватії (Тисо-Дунайська низовина, Адріатика) та 20 зарубіжних країнах. Нині вона веде пошуково-розвідувальні та видобувні роботи в Хорватії, Єгипті та Анголі. 
Компанія має два нафтопереробні заводи — в Рієці та Сісаку, а також володіє регіональною мережею 445 автозаправних станцій у Хорватії та сусідніх країнах.